# Jeff Yagher
Jeffrey Brian „Jeff” Yagher (ur. 18 stycznia 1961 w Lawrence) – amerykański aktor telewizyjny, teatralny i filmowy.

## Życiorys
Urodził się w Lawrence w stanie Kansas. Jego bratem przyrodnim jest Kevin Yagher, specjalista od filmowych efektów specjalnych i reżysera. Po ukończeniu Uniwersytetu Stanu Ohio uczęszczał do szkoły dramatycznej na Uniwersytecie Yale. Występował na scenie, m.in. w spektaklach Hieny (The Vultures), Nie możemy płacić, będziemy grać (We Can't Pay, We Won't Play), Matki (Las Madres). Za rolę w przedstawieniu Wspaniały letni wieczór (A Fine Summer Night) w 1986 roku odebrał nagrodę Dramalogue.
Na małym ekranie debiutował rolą Kyle Batesa w naukowofantastycznym serialu sensacyjnym telewizji Warner Bros./NBC V (1984–1985). Potem pojawił się w pilocie serialu 21 Jump Street (1987) jako oficer Tommy Hanson, jednak tę rolę kontynuował przez kolejne cztery lata Johnny Depp.
Od czasu do czasu można go dostrzec na kinowym ekranie. Od czasu debiutu w komedii sensacyjnej Big Bad Mama II (1987), zagrał później m.in. w filmach: Obywatele prezydenci (My Fellow Americans, 1996), Shag (1989), Szkoła stewardes (View from the Top, 2003) z Gwyneth Paltrow i Pan i pani Smith (2005) u boku Brada Pitta i Angeliny Jolie.

## Życie prywatne
Był żonaty z Karen. Poślubił aktorkę Megan Gallagher, mają bliźnięta: syn i córkę (ur. 2002).

## Filmografia

### Filmy fabularne
- 1987: Big Bad Mama II jako Jordan Crawford
- 1989: Shag jako Jimmy Valentine
- 1991: No Secrets jako Michael
- 1992: Niższy poziom (Lower Level) jako Craig
- 1993: The Red Coat
- 1996: Obywatele prezydenci (My Fellow Americans) jako Dorothy / Por. Ralph Fleming
- 1998: Projekt 'Pandora' (The Pandora project) jako Bruce Bobbins
- 2001: W pogoni za szczęściem (The Pursuit of Happyness) jako sąsiad z 207
- 2003: Szkoła stewardes (View from the Top) jako Ghost Rider
- 2005: Mr. & Mrs. Smith jako 40-letni mężczyzna

### Filmy TV
- 1986: Altanka nieboszczyka (Dead Man’s Folly) jako Eddie South
- 1989: Bionic Showdown: The Six Million Dollar Man and the Bionic Woman jako Jim Goldman
- 1993: Matka panny młodej (Mother of the Bride) jako Ken
- 1994: Utracona niewinność (Madonna: Innocence Lost) jako Paul
- 1994: Jeden z naszych (One of Her Own) jako Heller
- 1995: Columbo (Columbo: Strange Bedfellows) jako Teddy McVeigh
- 1996: Porwanie w rodzinie (A Kidnapping in the Family) jako Jack Taylor
- 1998: Jak skrzydło modlitwy (A Wing and a Prayer) jako Jack Lowe

### Seriale TV
- 1984–1985: V jako Kyle Bates
- 1985: Magnum (Magnum P.I.) jako Andy Hawkes
- 1987–1993: Napisała: Morderstwo (Murder, She Wrote) jako zastępca szeryfa Wayne Beeler
- 1986: Hotel
- 1986: Twilight Zone jako Elvis/Gary Pitkin
- 1986: The New Gidget jako Jerry
- 1987: 21 Jump Street jako Tom Hanson
- 1988: Newhart jako Stoney
- 1990: Opowieści z krypty (Tales from the Crypt) jako Enoch
- 1992: Pokój dla dwojga (Room for Two) jako Keith Wyman
- 1992: Cywilne wojny (Civil Wars)
- 1992: Bodies of Evidence jako Jack Houghton
- 1993: Doogie Howser, lekarz medycyny (Doogie Howser, M.D) jako Nathan Gage
- 1995–1996: Krótki żywot (Live Shot) jako Alex Rydell
- 1996: Kroniki Seinfelda jako John Germaine
- 1998: Millennium jako Mark Bianco
- 1998: System (The Net) jako Tim Daniels
- 1998: Domowe postanowienia (House Rules) jako Patrick
- 1999: Zoe, Duncan, Jack i Jane (Zoe, Duncan, Jack & Jane) jako Kent
- 1999: Kancelaria adwokacka (The Practice) jako Michael Sawyer
- 1999: Oh Baby jako Noah
- 1999: Akcja (Action) jako Marty Jordan
- 2000: Star Trek: Voyager jako Iden
- 2000: Siódme niebo (7th Heaven) jako profesor Gene Hatch
- 2000: Sprawy rodzinne 2 (Family Law)
- 2000: Portret zabójcy (Profiler) jako Jason Bendross
- 2000: Coś podobnego, poznajesz... (It's Like, You Know...) Frank Wills
- 2001: Dotyk anioła (Touched by an Angel) jako Mike Rice
- 2001: Strażnik Teksasu (Walker, Texas Ranger) jako Hawkins
- 2001: Tajemniczy element (Mysterious Ways) jako Cal Montgomery
- 2002: Jordan w akcji (Crossing Jordan) jako Ross Larken
- 2003: Reba jako Terry Holliway
- 2004: Anioł Ciemności (Angel) jako przywódca okrutnych
- 2005: Agentka o stu twarzach (Alias) jako Greyson Wells
- 2004–2005: Sześć stóp pod ziemią (Six Feet Under) jako Hoyt